# Iskrenne Vasj...
Iskrenne Vasj... (russisk: Искренне Ваш…, da.: Med venlig hilsen...) er en sovjetisk spillefilm fra 1985 af Alla Surikova.

## Medvirkende
- Vitalij Solomin som Pasja Dobrynin
- Vera Glagoleva som Katja
- Viktor Ilitjov som Jura
- Rolan Bykov som Postnikov
- Armen Dzhigarkhanyan som Serafimov